# オウムヴァン・ナリス
オウムヴァン・ナリス（Oumvan Narith）は、カンボジアの男子陸上競技選手。専門はハンマー投げ。
1973年にマニラで開催されたアジア陸上競技選手権大会に出場し、ハンマー投げで銅メダルを獲得している。